# N450 (België)
De N450 is een gewestweg in de Belgische provincie Oost-Vlaanderen. De weg verbindt Melsele met Kallo, beide deelgemeenten van Beveren. De totale lengte van de N450 bedraagt ongeveer 5 kilometer.
Op 11 september 2016 werd op initiatief van de bewoners van Kallo een fietsactie gehouden om een veilig fietspad te verkrijgen langs de N450. Ongeveer 450 bewoners namen deel aan de actie.

## Plaatsen langs de N450
- Melsele
- Kallo